# Osiedle Przemysława (Pobiedziska)
Osiedle Przemysława – osiedle położone w południowo-zachodniej części Pobiedzisk, znajduje się na północ od osiedla Probostwa.